# Felsőbányai városháza
A felsőbányai városháza, eredetileg felsőbányai bányahivatal műemlék épület Romániában, Máramaros megyében. A romániai műemlékek jegyzékében az MM-II-m-A-04504 sorszámon szerepel.

## Leírása
A barokk városháza 1733-ban épült, eredetileg a bányahivatal működött benne.

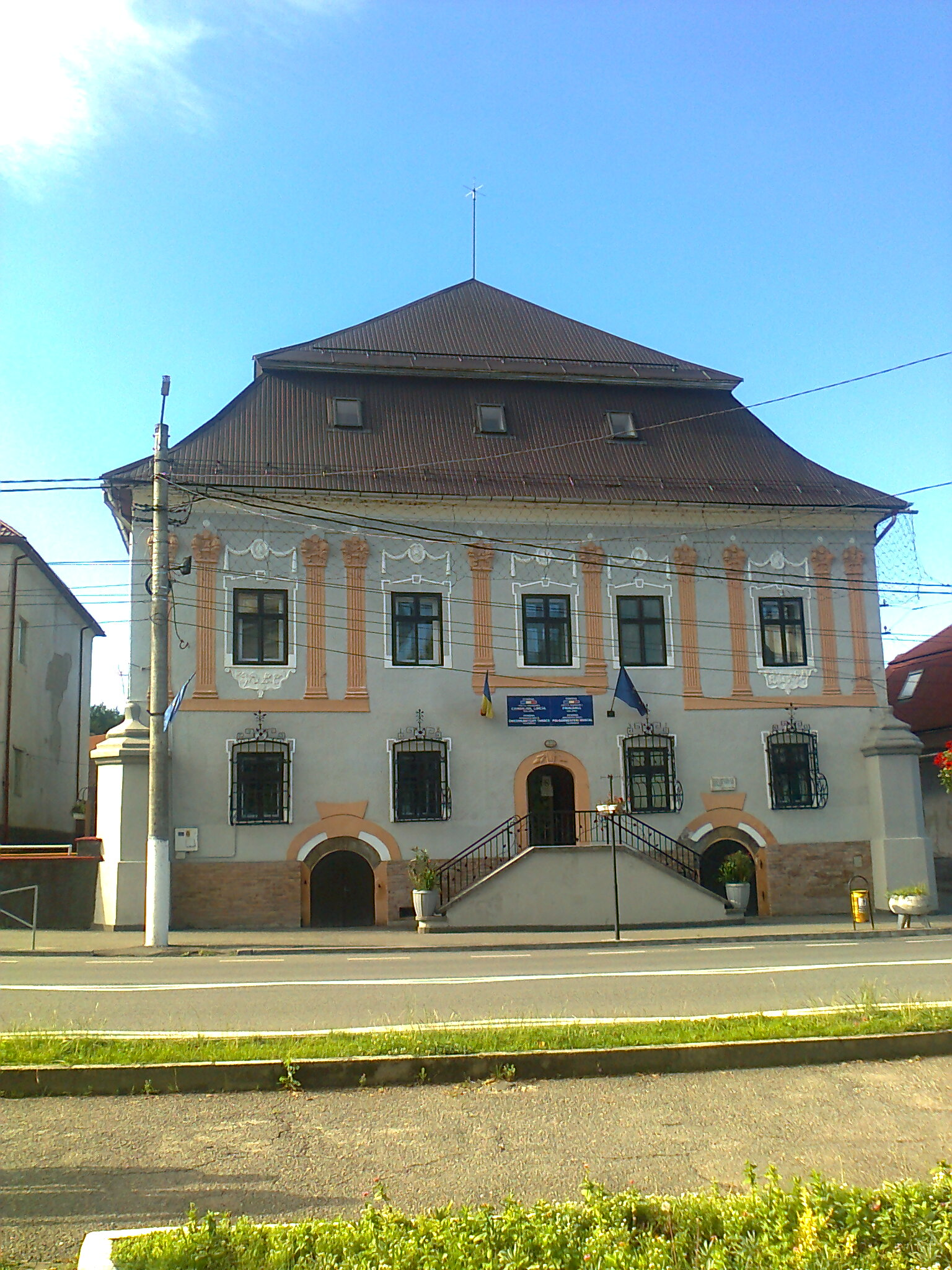
A felújított városháza 2017-ben